# Erik Westgärds
Erik Westgärds, född 10 juli 2002, är en svensk fotbollsmålvakt som spelar för Landvetter IS.

## Karriär
Westgärds moderklubb är Vallens IF. Han plockades upp från Gais akademi i A-laget inför säsongen 2020. Under säsongen 2022 lånades han ut till Stenungsunds IF i Division 2 och han noterades även för en tävlingsmatch för Gais, då han höll nollan mot Lindome GIF i Svenska cupen i juni. I januari 2023 förlängde Westgärds och Gais kontraktet över säsongen 2024, men även under säsongen 2023 var han utlånad till Stenungsund.
I mars 2024 lånades Westgärds ut till Ettan Södra-klubben Ljungskile SK via ett samarbetsavtal. Han lyckades dock inte bli ordinarie förstamålvakt i LSK, och i september lånades han i stället ut till Onsala BK, också de i Ettan Södra. Efter säsongen 2024, då Westgärds kontrakt med Gais löpte ut, lämnade han klubben. I mars 2025 skrev han på för division 2-klubben Landvetter IS.